# Coupe CONI
La Coupe CONI (en italien : Coppa CONI) est une compétition italienne de football qui s'est tenue en 1927 et en 1928.
La compétition organisée par le Comité olympique national italien es oficial  (CONI) est ouverte aux clubs de Divisione Nazionale n'étant pas parvenus à se qualifier pour la phase finale du championnat.

## Palmarès
| Année | Vainqueur      | Score       | Finaliste     |
| ----- | -------------- | ----------- | ------------- |
| 1927  | US Alessandria | 2-1         | FBC Casale    |
| 1928  | AS Rome        | 0-0 2-2 2-1 | Modène Calcio |